# Лакпа Гелу
Лакпа Гелу або Лхакпа Гелу — непальський альпініст з народу шерпа. Відомий тим, що встановив світовий рекорд із найшвидшого сходження на гору Еверест (8848 м) — за 10 годин 56 хвилин і 46 секунд — який він поставив під час десятого сходження на цю вершину.

## Біографія
Лакпа Гелу народився в районі Солукхумбу, Непал приблизно 23 червня 1967 року.
Походить з родини альпіністів. Його старший брат загинув у 1991 році під час сходження на Аннапурну, а молодший брат також піднявся на Еверест. Дружину Лакпи звуть Фуллі, у них троє дітей — Анг Дава, Німа і Таші.
У грудні 2006 року Лакпа Гелу переїхав до США у штат Юта. Незважаючи на свої досягнення в альпінізмі, він мав фінансові труднощі. У Юті йому було важко знайти роботу гірського провідника, тому замість цього йому довелося працювати в кав'ярні.
У 2008 році Лхакпа почав працювати гірським провідником в Alpine Ascents International і він керував експедиціями на Маунт-Рейнір та Аконкагуа.

## Швидкісне сходження на Еверест
25 травня 2003 року о 17:00 Лакпа вирушив на вершину та досяг її о 26 травня о 3:56. Там він поставив прапор Непалу на мідній жердині заввишки 1,8 м. Об 11:20 ранку він повернувся до базового табору. Загальний час його сходження від базового табору до вершини та спуску назад до базового табору склав 18 годин 20 хвилин. Таким чином він побив попередній рекорд (12 годин 45 хвилин), який встановив лише кількома днями раніше, 23 травня 2003 року, 25-річний шерпа Пемба Дордже.

## Інші сходження
Окрім дванадцяти сходжень на Еверест, Лакпа також піднявся на вершини Чо-Ойю та Ама-Даблам.
У 2007 році Лакпа піднявся на Еверест, щоб зібрати гроші на початкову школу у своєму рідному місті в Непалі та підвищити обізнаність громадськості про внесок народу шерпів у гімалайський альпінізм.